# Surtees
La Surtees (nome completo Surtees Racing Organization) è stata una scuderia automobilistica, fondata dall'ex-campione del mondo di Formula 1, il britannico John Surtees. Ha corso nel Campionato mondiale di Formula 1 tra il 1970 e il 1978, senza cogliere vittorie in gare valide per il campionato, aggiudicandosi però alcune gare non titolate.
È stata impegnata anche in altre categorie dello sport motoristico, quali la Formula 2, la Formula 5000 e la CanAm. Con una monoposto della Surtees Mike Hailwood si aggiudicò il Campionato europeo di Formula 2 1972.

## La storia

### Gli inizi in CanAm e in F.5000
La scuderia venne formata nel 1966 su iniziativa di John Surtees, pilota britannico, che si era aggiudicato per 4 volte il titolo del motomondiale della Classe 500 nonché il Campionato mondiale di Formula 1 1964, unico pilota capace di vincere un titolo mondiale sia con le moto che con le monoposto.
Il team partecipò al neonato campionato CanAm, categoria riservata a vetture sport. La scuderia impiegò una Lola T70-Chevrolet, che permise a Surtees di aggiudicarsi tre gare (Player's 200 sul Circuito di Mont-Tremblant, il  Los Angeles Times Grand Prix e lo Stardust Grand Prix), e così anche il campionato.
Nel 1969 il team raccolse il progetto della Leda, abbandonato, per la costruzione di una vettura di Formula 5000. I risultati incoraggianti, che portarono a diverse vittorie, spinsero Surtees a pianificare l'entrata nel Campionato mondiale di Formula 1, a partire dal 1970.
In quella stagione la scuderia spostò la sua base da Slough, nel Berkshire, a Edenbridge, nel Kent.

### La Formula 1

#### L'arrivo nella massima formula

##### 1970

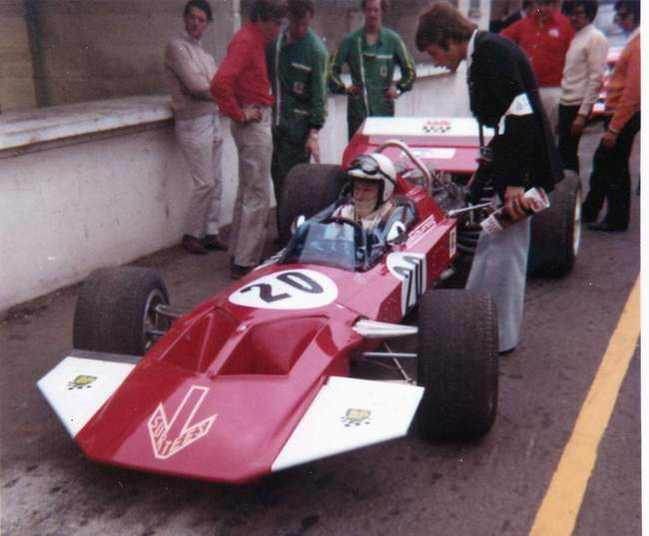
La Surtees TS7, la prima vettura costruita in proprio dalla scuderia britannica.

A causa dei ritardi nell'approntamento della vettura costruita in proprio, per le prime gare stagionali del 1970, la scuderia utilizzò una McLaren M7C-Ford Cosworth DFV, cui esordì nella prima gara della stagione, il GP del Sudafrica. Venne schierato il solo John Surtees, che terminò la gara dopo 60 giri, ritirandosi per un problema al motore, dopo però aver fatto segnare anche il giro più veloce della gara, in condominio con Jack Brabham. In questa fase della stagione l'unico risultato nei punti fu il sesto posto, ottenuto nel GP d'Olanda.
L'esordio nel campionato mondiale, quale costruttore, avvenne nel GP di Gran Bretagna, quando il modello TS7, guidato ancora solo dallo stesso Surtees, chiuse le qualificazioni al diciannovesimo posto. Surtees fu poi costretto al ritiro, dopo 51 giri, per un problema di pressione dell'olio, quando la vettura si trovava in settima posizione. Il primo arrivo a punti vi fu nel GP del Canada, col quinto posto. Nella penultima gara della stagione, il GP degli USA, a Surtees venne affiancato anche Derek Bell, che ottenne il sesto posto.
Nel corso del 1970, a bordo della TS7, Surtees si era anche aggiudicato l'International Gold Cup, gara non valida per il campionato mondiale, sedicesima prova del campionato britannico di Formula 5000, al quale parteciparono anche vetture di F1.

##### 1971
Per il 1971 la scuderia decise di impiegare stabilmente due monoposto, addirittura tre nella prima gara, il Gp del Sudafrica: assieme a Surtees (che utilizzò la nuova TS9) furono iscritti Rolf Stommelen e Brian Redman. L'impiego di una terza vettura fu però sporadico nel corso dell'annata. Nel 1971 vi furono alcuni arrivi nella zona dei punti, tanto che la scuderia chiuse il campionato all'ottavo posto della classifica, con 8 punti totali. Nel Gp d'Italia, Mike Hailwood, altro ex motocliclista, sfiorò il podio giungendo quarto, in un arrivo in volata, staccato di soli 18 centesimi dal vincitore, Peter Gethin.
Sempre nel 1971 la Surtees colse due terzi posto in gare non titolate, con lo stesso Surtees alla guida: nella Race of Champions e nel Jochen Rindt Memorial. Il britannico si aggiudicò nuovamente l'International Gold Cup.

#### Il periodo migliore

##### 1972
Nel 1972 la stagione iniziò con due piloti: Tim Schenken e Andrea De Adamich: Dalla seconda gara, in Sudafrica, si aggiunse anche una terza vettura, per Mike Hailwood. L'ex pilota motociclistico ottenne, proprio a Kyalami, il primo giro veloce nel mondiale, per una vettura della casa inglese. In stagione vi furono ancora diversi arrivi nei punti, fino al secondo posto, sempre con Hailwood, nel Gran Premio d'Italia. Nella gara di Monza furono 4 le vetture iscritte dalla scuderia: si rivide infatti John Surtees. Il fondatore del team si ripresentò anche nell'ultima gara stagionale, negli USA.
La Surtees ottenne un totale di 18 punti, e il quinto posto nella classifica riservata ai costruttori.
Buoni furono i piazzamenti ottenuti in gare non valide per il campionato: Mike Hailwood giunse secondo nella Race of Champions, John Surtees terzo nel BRDC, come Tim Schenken nel International Gold Cup. Anche Andrea De Adamich ottenne un podio, il secondo posto, nel GP Repubblica Italiana, corso a Vallelunga. Infine, nell'ottobre del 1972, nella World Championship Victory Race Carlos Pace e lo stesso de Adamich chiusero, rispettivamente, secondo e terzo.

##### 1973
Per il 1973 venne confermato Carlos Pace, che fece coppia con Mike Hailwood, mentre l'impiego di una terza vettura divenne sporadico. In Brasile fu il turno di Luiz Bueno, mentre de Adamich si rivide in Sudafrica. L'inizio della stagione non fu positivo, con molti ritiri. La stagione proseguì più positivamente nella seconda parte, quando Pace conquistò quarto posto e giro veloce nel GP di Germania, e il terzo posto, sempre condito dal giro veloce, nel successivo GP d'Austria. In questa fase venne impiegato, saltuariamente, Jochen Mass. La scuderia chiuse il campionato al settimo posto, con 7 punti all'attivo.

#### Il declino

##### 1974
Carlos Pace e Jochen Mass vennero confermati, per il 1974, mentre Mike Hailwood passò alla McLaren. La stagione fu però negativa: solo Pace ottenne un unico arrivo nei punti, il quarto posto al Gp del Brasile. Il brasiliano a metà stagione trovò un altro ingaggio, alla Brabham. Venne sostituito da José Dolhem, poi da Derek Bell, senza però che i risultati possano migliorare. Dal GP d'Austria anche Mass abbandonò la scuderia, e il team iscrisse tre vetture alla gara: oltre a Bell anche per Jean-Pierre Jabouille e Dieter Quester (quest'ultimo alla sua unica apparizione). Un altro pilota austriaco Helmuth Koinigg, fu ingaggiato per le due ultime gare della stagione, in Nordamerica. Dopo un decimo posto in Canada, che aveva attirato le attenzioni di diverse scuderie, nel GP degli USA fu protagonista di un incidente per lui fatale: al decimo giro l'austriaco uscì di pista a causa di una foratura e si schiantò frontalmente contro le barriere, passando sotto il primo guard-rail, restando decapitato.

##### 1975

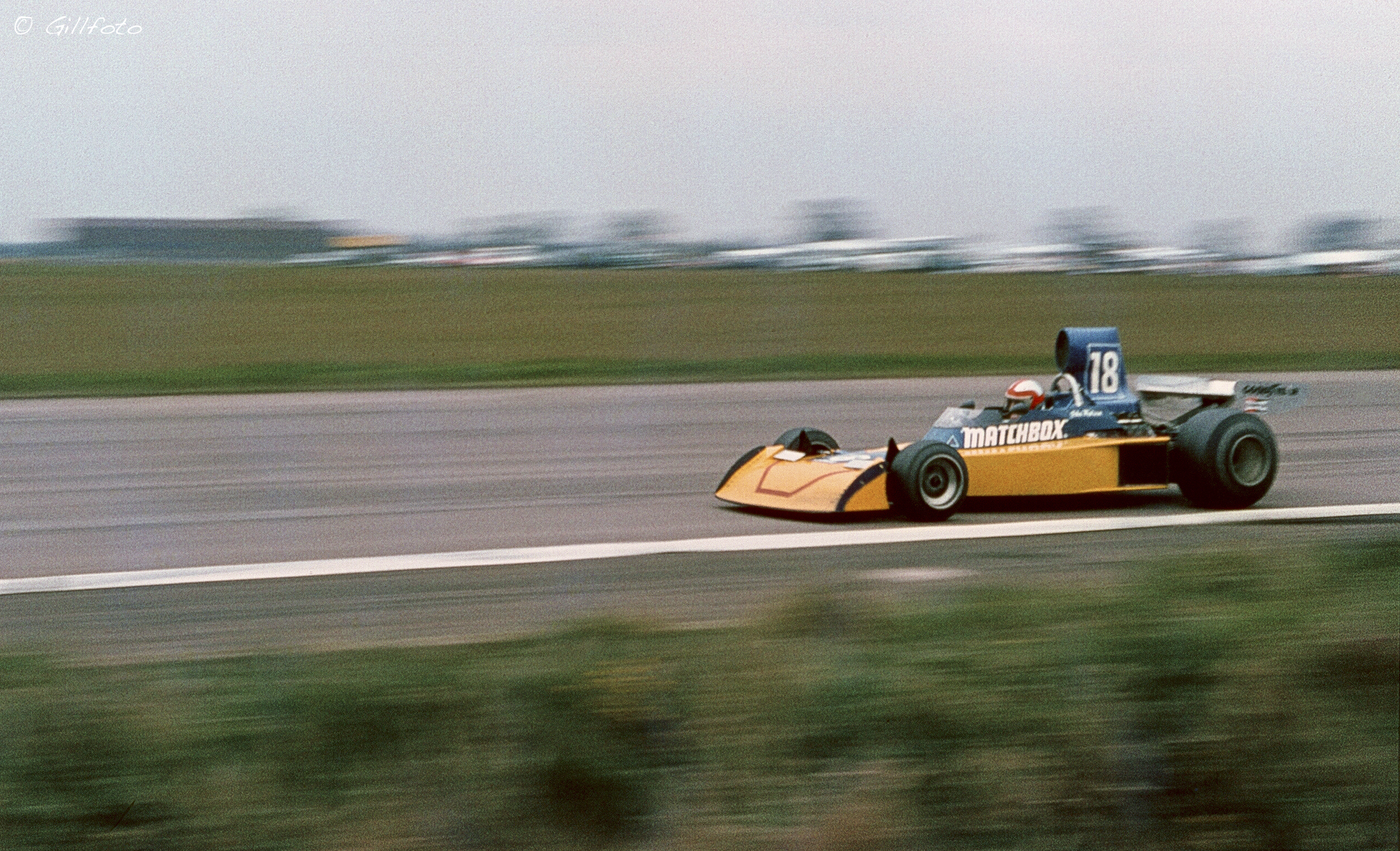
Il nordirlandese John Watson utilizzò la TS16 nel 1975.

Per il 1975 il team affidò a John Watson, già impiegato con una Brabham della John Goldie with Exagon Racing, l'unica vettura in stagione, anche se, inizialmente, venne prospettato l'ingaggio del francese Michel Leclère. Watson era stato utilizzato nel 1974 dalla Surtees in F2.
Solo nel GP di Gran Bretagna si vide anche una seconda monoposto, per il pilota locale Dave Morgan. La Surtees non partecipò al GP di Germania per l'impossibilità di montare una vettura dopo l'incidente di Silverstone, in cui si era danneggiata la vettura, affidata a Morgan. A Zeltweg, gara successiva a quella tedesca, la scuderia reimpiegò il solo John Watson, che aveva corso con la Lotus il Gran Premio di Germania. La Surtees iscrisse anche una vettura per Ewald Boisitz, pilota di casa, che però non prese parte nemmeno alle prove. La casa inglese diede forfait anche negli ultimi due gran premi, a Monza e al Glen, per l'indisponibilità di propulsori. La stagione si chiuse con 0 punti, e il miglior risultato l'ottavo di Watson al Gran Premio di Spagna, funestato da una grave incidente, che interruppe, prima del previsto, la gara.

##### 1976

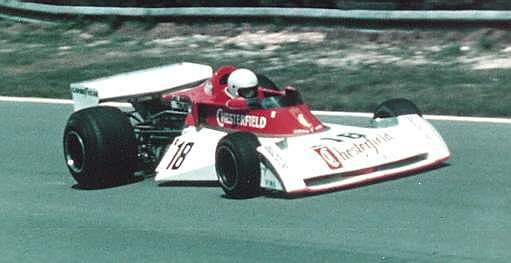
Brett Lunger impegnato nel Gran Premio di Gran Bretagna 1976.

All'inizio dell'anno seguente venne affidata, l'unica monoposto iscritta, al pilota statunitense Brett Lunger, dopo aver comunque disertato la prima gara, in GP del Brasile. Dal GP di Long Beach, terza gara della stagione, vi fu anche una seconda vettura, con al volante Alan Jones.
L'australiano ottenne il suo primo arrivo nei punti, quinto, al GP del Belgio, seguito da un altro quinto al GP di Gran Bretagna e dal quarto al GP del Giappone. Lo svedese Conny Andersson venne impiegato in luogo di Lunger nel GP d'Olanda (Lunger saltò anche il GP di Monaco), mentre il nipponico Noritake Takahara fece il suo esordio nel suo gran premio nazionale, sempre al posto dello statunitense. La stagione si chiuse così con 7 punti, e il decimo posto in classifica mondiale.

##### 1977
Nel 1977 la scuderia ingaggiò Vittorio Brambilla, reduce da diverse stagioni in March, e l'austriaco Hans Binder, pilota con alle spalle un paio di gran premi nel 1976 con Ensign e Wolf. Il monzese aveva rotto i rapporti con la March, accusando la casa inglese di favorire Ronnie Peterson, e accettò la proposta della Surtees dopo alcuni giorni di test sul Circuito Paul Ricard.
Binder, a causa di una frattura alla gamba, venne sostituito da Larry Perkins dal GP del Belgio, gara in cui Brambilla ottenne il quarto posto. Nel gran premio, caratterizzato dall'arrivo delle pioggia che scombinò gli assetti trovati durante le prove, il monzese della Surtees fu autore, nelle prime tornate, di un gran de recupero che lo portò dalla dodicesima piazza della partenza al sesto posto in quattro giri. La pioggia terminò abbastanza presto, consentendo alla pista di asciugarsi. Ciò costrinse i piloti a cambiare gli pneumatici. La classifica si rimescolò velocemente a seconda del momento scelto per il cambio delle gomme. Andò in testa Mass, poi Brambilla, infine al ventitreesimo giro fu il turno di Niki Lauda. Brambilla si trovò al terzo posto, nella parte finale della gara, e iniziò anche a minacciare il secondo posto di Lauda, ma il monzese fu autore di un paio di imprecisioni nei doppiaggi che lo fecero passare da Peterson, e scalare quarto. Fu l'ultima volta che una vettura della Surtees si trovò in testa a un gran premio.
Il pilota brianzolo conquistò altri due arrivi nei punti, e la scuderia sommò, a fine stagione, 6 punti, giungendo undicesima nella classifica. In stagione altri piloti si alternarono sulla seconda vettura: dopo Perkins (sostituito già  da Patrick Tambay, dopo la prima giornata di prove, nel corso del GP di Francia), fu il turno di Vern Schuppan, per quattro gare, poi Lamberto Leoni, nel GP di Monza. Binder, infine, tornò al volante della Surtees, per le ultime tre gare.

##### 1978
Vittorio Brambilla fu confermato per il 1978; l'altra vettura fu affidata a Rupert Keegan, pilota britannico che l'anno precedente aveva corso con la Hesketh. Anche in questa stagione i risultati furono modesti: diverse mancate qualificazioni, e solo un paio di arrivi al settimo posto per Brambilla, che comunque ottenne un punto, col sesto posto, nel GP d'Austria. Nel warm up del GP d'Olanda Rupert Keegan si ruppe un braccio, dovendo così saltare la gara.
Nella gara seguente, a GP d'Italia la sua vettura venne affidata all'esordiente Gimax, al secolo Carlo Franchi, che però non si qualificò. Alla partenza Brambilla fu coinvolto nel grosso incidente, che poi costerà la vita a Ronnie Peterson. Il monzese, colpito al capo da uno pneumatico perso da qualche vettura, venne trasportato all'ospedale privo di coscienza in condizioni critiche. Il primario del pronto soccorso dell'Ospedale Niguarda di Milano, ove era stato ricoverato,   comunicò che Brambilla aveva subito una frattura laterale esterna sinistra alla volta cranica con trauma cranico-encefalico. Aggiunse che Brambilla era più grave di Peterson. Le condizioni di Brambilla migliorarono invece gradualmente, tanto che il 18 settembre venne sciolta la prognosi per il pilota monzese, che comunque non prese più parte a nessun gran premio nella stagione.

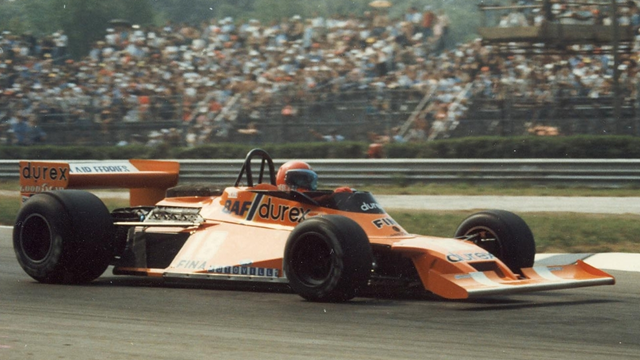
Gimax, su Surtees, tentò, senza successo, di qualificarsi al Gran Premio d'Italia 1978. Fu l'ultimo pilota a iscriversi a una gara del mondiale di F1 con uno pseudonimo.

Per il Gran Premio degli USA-Est venne ingaggiato l'esordiente Beppe Gabbiani (impegnato nella stagione in Formula 2) per sostituire l'infortunato Vittorio Brambilla. L'altra vettura, a Monza guidata da Gimax, fu invece affidata a René Arnoux, che aveva corso parte della stagione con la Martini, ed era rimasto libero dopo il ritiro della scuderia francese.

#### L'abbandono del mondiale
La scuderia abbandonò il mondiale di F1 al termine della stagione 1978. John Surtees giustificò la decisione per la difficoltà di trovare un buon pilota, da cui derivava l'impossibilità di comunicare alla CSI la composizione della squadra entro il 1º dicembre 1978, e per la politica seguita dalla Goodyear nell'allocazione degli pneumatici. La scuderia confermò però il suo impegno per la Formula Aurora.

### Campionato britannico di Formula 1

#### 1978
Il campionato di Campionato britannico di Formula 1, a cui però partecipavano anche vetture di altre categorie, nacque nel 1978, in sostituzione della Formula Shellsport, disputata nelle due stagioni precedenti, anche se il nome dello sponsor rimase lo stesso.
In varie occasioni vi fu l'impiego di vetture costruite dalla Surtees. Nella prima stagione Bob Evans vinse l'International Whitsuntide Race, corsa sul Circuito di Zandvoort, davanti a Divina Galica, entrambi su una TS19. Evans colse inoltre il terzo posto nel Donington Formula 1 Trophy, corso la settimana seguente sul Donington Park.

#### 1979
L'anno successivo il nome del campionato mutò in Formula Aurora; il Team Surtees, abbandonato il campionato mondiale, si rivolse a tale categoria, con un proprio team. In questa stagione fu Philip Bullman ha utilizzare una TS20 nella prima parte della stagione, partecipando anche alla Race of Champions, al quale parteciparono anche vetture del contemporaneo campionato mondiale di Formula1; tale gara risultò. di fatto, come l'ultima gara di F1 al quale partecipò una vettura Surtees.
Nel prosieguo della stagione vari piloti utilizzarono invece una TS19, come Robin Smith e Richard Jones. Dal Daily Express Formula 1 Trophy, nona gara stagionale, Gordon Smiley riportò in pista una TS20. Nella gara di Nogaro un'altra TS20 venne guidata dal francese Jean-Pierre Jassaud. I risultati furono, nel complesso, modesti, con Smiley sesto nel Fuji Tapes Trophy, disputato sul Circuito di Brands Hatch, fino però all'ultima gara stagionale, il Bradford & Bingley Trophy, corso sul Circuito di Silverstone, e vinto dal pilota statunitense.

#### 1980
Nella parte iniziale della stagione 1980 una TS20 venne usata da Ray Mallock, che conquistò anche due terzi posti: nell’International Gold Cup, prima gara stagionale, e nell’International Trophy. Nel Gran Premio Lotteria riapparve la TS19 di Robin Smith, che giunse sesto. Smith fu quinto, invece, nell’ATV Trophy.

### Formula 2

#### 1972
Nel 1972 la Commissione Sportiva Internazionale decise di incrementare la cilindrata dei motori ammessi alla Formula 2, passando ai 2.000 cc. Surtees decide perciò di abbandonare l'impegno in Formula 5000, per entrare nella categoria cadetta. Surtees venne aiutato dal manager Peter Briggs, che nel 1971 aveva vinto il titolo col team Winckelmann.

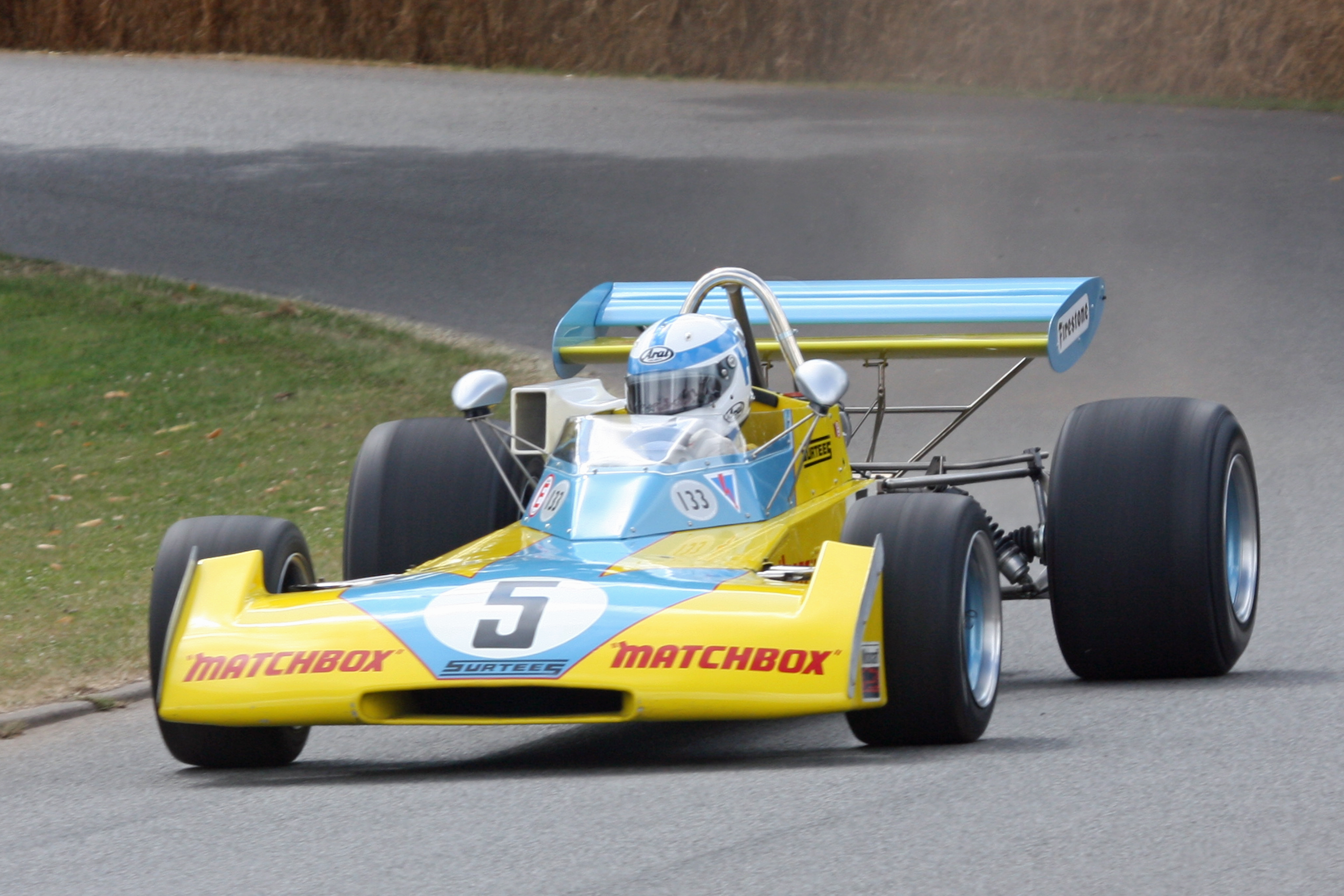
Una TS10, vettura di F2, qui, in pista, nel 2009.

La vettura venne affidata a Mike Hailwood, impegnato anche in F1, affiancato dallo stesso John Surtees. L'esordio avvenne nella prima gara stagionale, il John Player Formula 2 Championship Race 1972 sul Circuito di Mallory Park. Hailwood giunse quinto. Il britannico, dopo un inizio poco entusiasmante, iniziò a collezionare arrivi sul podio: secondo nel Greater London Trophy, poi vittoria nel Gp di Rouen, dove venne preceduto da Emerson Fittipaldi, che però, in quanto pilota titolato, non partecipava alla classifica piloti. Hailwood colse un'altra vittoria nel Jochen Rindt Gedächtnisrennen sull'Österreichring (anche qui preceduto da Fittipaldi, fuori classifica), poi ancora nel Mantorp Park Grand Prix, nel GP di Salisburgo (con doppietta 1°-2° con Carlos Pace), e in quello di Hockenheim (primo effettivo Tim Schenken, ma anche lui non classificabile). Colse così la vittoria nel campionato, con 55 punti all'attivo. John Surtees ottenne la vittoria nella gara di Imola, ma, in quanto pilotata titolato, non poté nemmeno lui partecipare alla classifica finale.
In stagione la scuderia ottenne altri podi: l'argentino Carlo Reusch giunse secondo a Pergusa (di fatto terzo, ma preceduto anche da un pilota graduato), mentre Andrea De Adamich, impegnato con un team semi-privato, colse il terzo posto, nella gara di Imola (quarto effettivo).
Pace e Hailwood, assieme a Reusch, vennero impiegati anche nel Torneo Internazionale del Brasile di F2, in cui Pace e Hailwood si aggiudicarono una vittoria a testa, col britannico secondo nella graduatoria finale. John Surtees s'impose invece nel Gran Premio del Giappone, corso da vetture di F2, sul Circuito del Fuji.

#### 1973
L'anno successivo la scuderia ingaggiò, anche per la F2 il tedesco Jochen Mass; su altre vetture si alternarono Hailwwod, Pace, Derek Bell, Torsten Palm e José Dolhem; varie monoposto clienti vennero schierate in stagione: dal DWM Racing per il canadese Dave McConnell, dalla Hesketh, per James Hunt, un'altra da Bob Gerard per Bob Salisbury, e una ancora per Silvio Moser.
Mass si aggiudicò due gare (la Swedish Gold Cup e la Rhein-Pokalrennen sull'Hockenheimring, vittorie inframmezzate dal secondo posto a Nivelles), giungendo secondo nella classifica finale, con 42 punti, dietro al solo Jean-Pierre Jarier su March-BMW. Il tedesco colse il secondo posto anche a Rouen, a Mantorp e il terzo a Pergusa.
In stagione vennero ottenuti altri risultati significativi: Hailwood giunse secondo nella gara di Mallory Park, ma in qualità di pilota titolato, non fu eleggibile per la classifica. Nella stessa gara, tra i piloti partecipanti al campionato, McConnell fu classificato terzo. Altro podi vennero conquistati da Bell e Palm.
Nella F2000 giapponese vi fu un impiego sporadico di vetture Surtees, con Graham Lawrence terzo nella prima gara stagionale.

#### 1974
Come l'anno precedente, anche per il 1974 la scuderia utilizzò un pilota, che sarebbe poi stato impiegato in pianta stabile, in F1, l'anno seguente. John Watson, che nel 1974 corse anche in F1, con una Brabham del team John Goldie with Exagon Racing, fu utilizzato con continuità, mentre su altre vetture si alternarono Bell e Dolhem. Una fornitura di vetture clienti venne garantita all'Ortega Ecuador Marlboro Team, gestito da Ron Dennis: in tale team il pilota di punta fu Schenken.
La stagione fu meno prolifica: Watson colse il secondo posto nel Deutschland Trophäe a Hockeheim, mentre Dolhem chiuse terzo nella gara del Salzburgring. In gare non valide per il campionato Tim Schenken fu secondo nel GP di Nogaro.
Nel campionato giapponese Masahiro Hasemi, con una Surtees, giunse secondo nella Suzuka Diamond Race.
Al termine della stagione, l'abbandono dello sponsor Bang & Olufsen, costrinse il team a concentrarsi esclusivamente sulla categoria regina.

## Piloti

### Formula 1
42 piloti sono stati iscritti in gare valide per il mondiale di F1, dalla Surtees, oppure da un'altra scuderia che utilizzava una vettura Surtees clienti. Di questi solo 30 hanno affrontato una gara.
Piloti con almeno una gara disputata
| Pilota             | Esordio                                          | Ultima gara                            | GP corsi | NQ/NP | Punti | Podi | GPV |
| ------------------ | ------------------------------------------------ | -------------------------------------- | -------- | ----- | ----- | ---- | --- |
| John Surtees       | Gran Premio del Sudafrica 1970                   | Gran Premio d'Italia 1972              | 19       | 1     | 5     | 0    | 1   |
| Derek Bell         | Gran Premio degli Stati Uniti 1970               | Gran Premio di Germania 1974           | 3        | 4     | 1     | 0    | 0   |
| Rolf Stommelen     | Gran Premio del Sudafrica 1971                   | Gran Premio del Canada 1971            | 9        | 1     | 3     | 0    | 0   |
| Brian Redman       | Gran Premio del Sudafrica 1971                   |                                        | 1        | 0     | 0     | 0    | 0   |
| Gijs van Lennep    | Gran Premio d'Olanda 1971                        |                                        | 1        | 0     | 0     | 0    | 0   |
| Mike Hailwood      | Gran Premio d'Italia 1971                        | Gran Premio degli Stati Uniti 1973     | 27       | 0     | 16    | 1    | 1   |
| Sam Posey          | Gran Premio degli Stati Uniti 1971               | Gran Premio degli Stati Uniti 1972     | 2        | 0     | 0     | 0    | 0   |
| Tim Schenken       | Gran Premio d'Argentina 1972                     | Gran Premio del Sudafrica 1973         | 12       | 0     | 2     | 0    | 0   |
| Andrea De Adamich  | Gran Premio d'Argentina 1972                     | Gran Premio degli Stati Uniti 1972     | 13       | 0     | 3     | 0    | 0   |
| John Love          | Gran Premio di Spagna 1972                       |                                        | 1        | 0     | 0     | 0    | 0   |
| Carlos Pace        | Gran Premio d'Argentina 1973                     | Gran Premio di Svezia 1974             | 22       | 0     | 10    | 1    | 2   |
| Luiz Bueno         | Gran Premio del Brasile 1973                     |                                        | 1        | 0     | 0     | 0    | 0   |
| Jochen Mass        | Gran Premio di Gran Bretagna 1973                | Gran Premio di Germania 1974           | 13       | 1     | 0     | 0    | 0   |
| Leo Kinnunen       | Gran Premio di Svezia 1974                       |                                        | 1        | 5     | 0     | 0    | 0   |
| Dieter Quester     | Gran Premio d'Austria 1974                       |                                        | 1        | 0     | 0     | 0    | 0   |
| Helmuth Koinigg    | Gran Premio del Canada 1974                      | Gran Premio degli Stati Uniti 1974     | 2        | 0     | 0     | 0    | 0   |
| José Dolhem        | Gran Premio degli Stati Uniti 1974               |                                        | 1        | 2     | 0     | 0    | 0   |
| John Watson        | Gran Premio d'Argentina 1975                     | Gran Premio d'Austria 1975             | 11       | 0     | 0     | 0    | 0   |
| Dave Morgan        | Gran Premio di Gran Bretagna 1975                |                                        | 1        | 0     | 0     | 0    | 0   |
| Brett Lunger       | Gran Premio del Sudafrica 1976                   | Gran Premio degli Stati Uniti-Est 1976 | 10       | 2     | 0     | 0    | 0   |
| Alan Jones         | Gran Premio degli Stati Uniti-Ovest 1976         | Gran Premio del Giappone 1976          | 14       | 0     | 7     | 0    | 0   |
| Henri Pescarolo    | Gran Premio di Francia 1976                      | Gran Premio degli Stati Uniti-Est 1976 | 7        | 2     | 0     | 0    | 0   |
| Conny Andersson    | Gran Premio d'Olanda 1976                        |                                        | 1        | 0     | 0     | 0    | 0   |
| Noritake Takahara  | Gran Premio del Giappone 1976                    |                                        | 1        | 0     | 0     | 0    | 0   |
| Vittorio Brambilla | Gran Premio d'Argentina 1977                     | Gran Premio d'Italia 1978              | 29       | 2     | 7     | 0    | 0   |
| Hans Binder        | Gran Premio d'Argentina 1977                     | Gran Premio del Giappone 1977          | 9        | 0     | 0     | 0    | 0   |
| Larry Perkins      | Gran Premio del Belgio 1977                      |                                        | 1        | 2     | 0     | 0    | 0   |
| Vern Schuppan      | Gran Premio di Gran Bretagna 1977                | Gran Premio d'Austria 1977             | 3        | 1     | 0     | 0    | 0   |
| Rupert Keegan      | Gran Premio d'Argentina 1978                     | Gran Premio di Francia 1978            | 6        | 7     | 0     | 0    | 0   |
| René Arnoux        | Gran Premio degli Stati Uniti d'America-Est 1978 | Gran Premio del Canada 1978            | 2        | 0     | 0     | 0    | 0   |

Piloti mai qualificati
| Pilota                | Gare                                                                         | Tentativi | Motivo mancata partenza |
| --------------------- | ---------------------------------------------------------------------------- | --------- | ----------------------- |
| Trevor Taylor         | Gran Premio di Gran Bretagna 1970                                            | 1         | Vettura indisponibile   |
| Gérard Larrousse      | Gran Premio di Francia 1971                                                  | 1         | Vettura indisponibile   |
| Jorge de Bagration    | Gran Premio di Spagna 1974                                                   | 1         | Mancata partecipazione  |
| Jean-Pierre Jabouille | Gran Premio d'Austria 1974                                                   | 1         | Non qualificato         |
| Ewald Boisitz         | Gran Premio d'Austria 1975                                                   | 1         | Mancata partecipazione  |
| Divina Galica         | Gran Premio di Gran Bretagna 1976                                            | 1         | Non qualificata         |
| Patrick Tambay        | Gran Premio di Francia 1977                                                  | 1         | Non qualificato         |
| Tony Trimmer          | Gran Premio di Gran Bretagna 1977                                            | 1         | Non qualificato         |
| Lamberto Leoni        | Gran Premio d'Italia 1977                                                    | 1         | Non qualificato         |
| Brian Henton          | Gran Premio d'Austria 1978                                                   | 1         | Non qualificato         |
| Gimax                 | Gran Premio d'Italia 1978                                                    | 1         | Non qualificato         |
| Beppe Gabbiani        | Gran Premio degli Stati Uniti d'America-Est 1978 Gran Premio del Canada 1978 | 2         | Non qualificato         |

## Vetture

### Formula 1
La Surtees utilizzò, in gare valide per il mondiale di F1, 8 diverse monoposto. Venne approntata anche la Surtees TS18, nel 1977, che però non venne mai usata, per essere presto rimpiazzata dalla TS19.
Nel 1970, sua stagione d'esordio, la scuderia impiegò anche la McLaren 7C.
Vetture impiegate, acquistate da altri costruttori
| Vettura     | Esordio                        | Ultima gara                 | GP corsi | Punti |
| ----------- | ------------------------------ | --------------------------- | -------- | ----- |
| McLaren M7C | Gran Premio del Sudafrica 1970 | Gran Premio di Francia 1970 | 4        | 1     |

Vetture costruite in proprio
| Vettura | Progettista                            | Esordio                           | Ultima gara                    | GP corsi | Punti |
| ------- | -------------------------------------- | --------------------------------- | ------------------------------ | -------- | ----- |
| TS7     | John Surtees-Peter Connew-Shahab Ahmed | Gran Premio di Gran Bretagna 1970 | Gran Premio d'Olanda 1971      | 11       | 3     |
| TS9     | John Surtees-Peter Connew-Shahab Ahmed | Gran Premio del Sudafrica 1971    | Gran Premio del Sudafrica 1972 | 12       | 9     |
| TS9B    | John Surtees-Peter Connew-Shahab Ahmed | Gran Premio d'Argentina 1972      | Gran Premio del Sudafrica 1973 | 14       | 18    |
| TS14    | John Surtees                           | Gran Premio d'Italia 1972         | Gran Premio degli USA 1972     | 2        | 0     |
| TS14A   | John Surtees                           | Gran Premio d'Argentina 1973      | Gran Premio degli USA 1973     | 15       | 7     |
| TS16    | John Surtees                           | Gran Premio d'Argentina 1974      | Gran Premio d'Austria 1975     | 26       | 3     |
| TS19    | John Surtees-Kean Sears                | Gran Premio del Sudafrica 1976    | Gran Premio di Monaco 1978     | 37       | 13    |
| TS20    | John Surtees-Kean Sears                | Gran Premio del Belgio 1978       | Gran Premio del Canada 1978    | 11       | 1     |

### Formula 5000
Furono 3 i diversi modelli di vettura, prodotti dalla scuderia, per l'impegno in F.5000. La prima, del 1969, la TS5, si basava sul progetto di un altro costruttore, la Leda. Pur in assenza di apprezzabili miglioramenti tecnici, la vettura venne impiegata anche nel 1970. La successiva, la TS8, derivò dalla prima vettura di Formula 1 costruita in proprio dalla scuderia, la TS7.
Anche la TS11 fu concepita partendo dal progetto di una vettura della massima categoria, la TS9B. Il progetto del 1974, per una quarta vettura, la TS17, venne abbandonato.

## Partner tecnici

### Formula 1
Tutte le vetture di F1 della scuderia furono spinte dal tradizionale motore Ford Cosworth DFV, che faceva da propulsore a quasi tutte le scuderie britanniche. Tra il 1970 e il 1974 la scuderia utilizzò pneumatici Firestone, per poi passare all'utilizzo delle Goodyear. Gli pneumatici statunitensi erano già stati montati, in due occasioni, da vetture affidate a scuderie clienti, nel 1972.
Anche per quanto riguarda il cambio la Surtees si affidò a un classico fornitore dei team britannici, ovvero la Hewland.
Nel 1971 la scuderia utilizzò carburante della BP, mentre, dal 1972, passò al supporto della Duckhams, azienda nell'orbita della BP. Nel 1973 e 1974, invece, la scuderia venne spinta da benzine della FINA. La compagnia belga fu fornitrice anche per il 1977 e il 1978.

### Formula 2
La Surtees decise di montare il motore Ford BDA, con la preparazione della Brian Hart Ltd.. Il motore non era stato pensato per l'evoluzione fino ai 2000 cc, e Hart venne scelto come partner tecnico, per la sua capacità di donare maggiore affidabilità. Nel 1974, sulle vetture del team privato Ortega Ecuador Marlboro Team venne invece montato il motore BMW M12.

## Sponsor

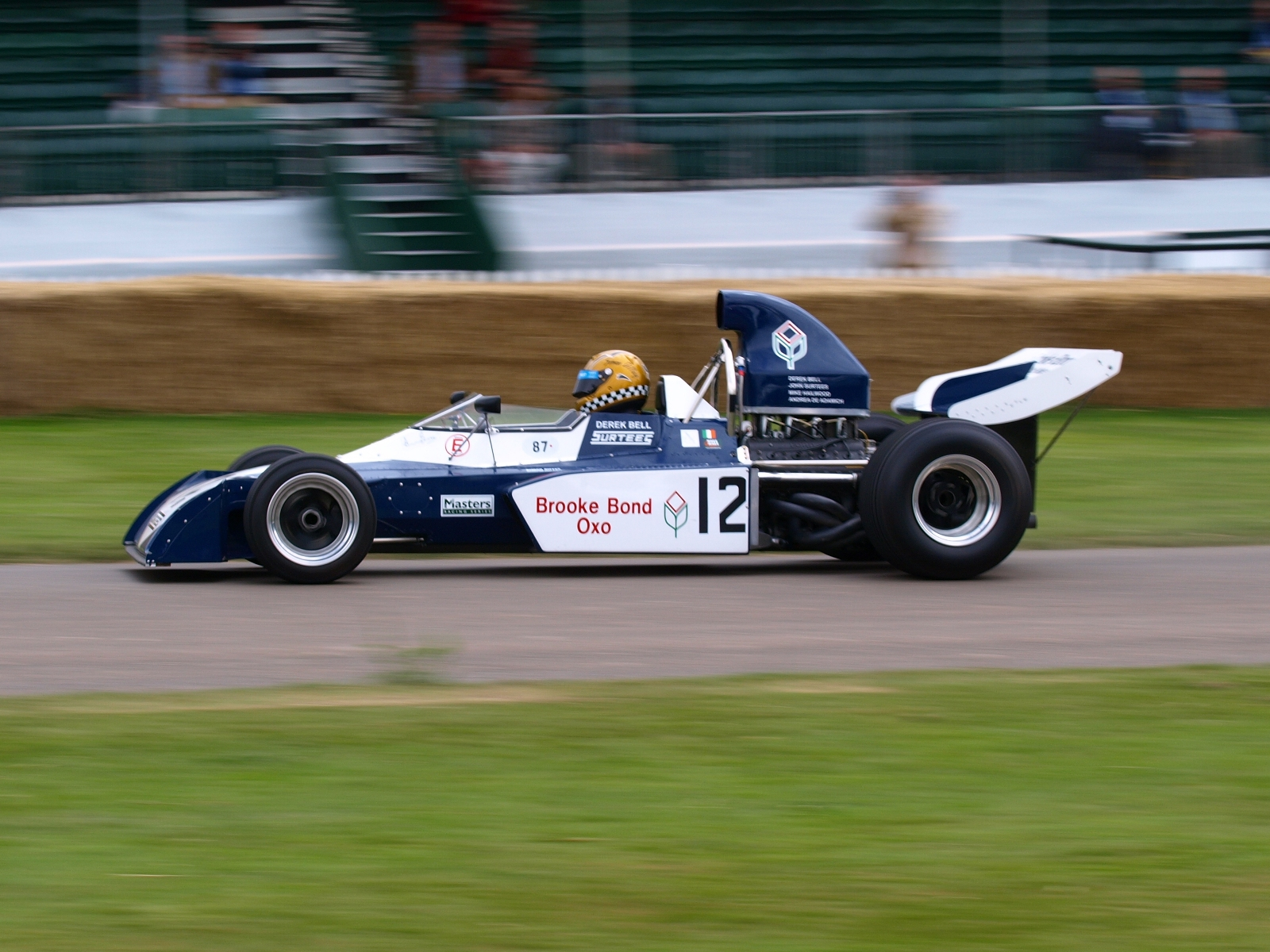
Una TS9B, in azione nel 2008, con la livrea biancoblù della Brooke Bond Oxo.

Nella stagione 1971 la scuderia legò il proprio nome alla Brooke Bond, azienda alimentare britannica, principalmente produttrice di tè, che aveva da poco siglato un accordo con la Liebig; la vettura guidata da John Surtees trasformò il nome in Brooke Bond Oxo Team Surtees, con Oxo, un prodotto alimentare, a base di carne, prodotto dalla Liebig. Tale azienda aveva già supportato, nel 1970, il Rob Walker Racing Team, che utilizzava, come pilota, Graham Hill. Quando, nel 1971, Hill decise di passare alla Brabham, Walker unì le sue forze con la Surtees, portando in dote anche lo sponsor. Il rapporto di sponsorizzazione durò fino al termine del 1973. L'altra vettura, quella di Rolf Stommelen ottenne invece il supporto di Auto Motor und Sport, rivista tedesca, del settore automobilistico.
Nel 1972 Andrea De Adamich fu invece supportato dalla Ceramiche Pagnossin, fabbrica trevisana di porcellane, e dalla azienda petrolifera FINA. Sempre nello stesso anno, per due gare, GP di Francia e GP di Gran Bretagna, la vettura affidata a Tim Schenken fu accompagnata dallo sponsor Flame Out. Nello stesso anno, però in F2, la scuderia ottenne l'appoggio della Matchbox, azienda inglese produttrice di modellini d'auto. La Matchbox sostenne la Surtees, anche in F1, tra il 1974 e il 1975. Nella stessa stagione la scuderia venne sponsorizzata anche dalla Duckhams, fornitrice dei lubrificanti, e alla Motorcraft.
Perso lo sponsor Brooke Bond, all'inizio della stagione 1974 il team corse senza un partner principale che ne accompagnasse il nome, fino al GP del Sudafrica, ove ottenne il supporto della Bang & Olufsen, azienda danese specializzata nella produzione di impianti audio e televisori. Nella parte finale della stagione, l'impiego di Dieter Quester fu sostenuto dalla azienda austriaca Austria Tabak, tramite il marchio Memphis.

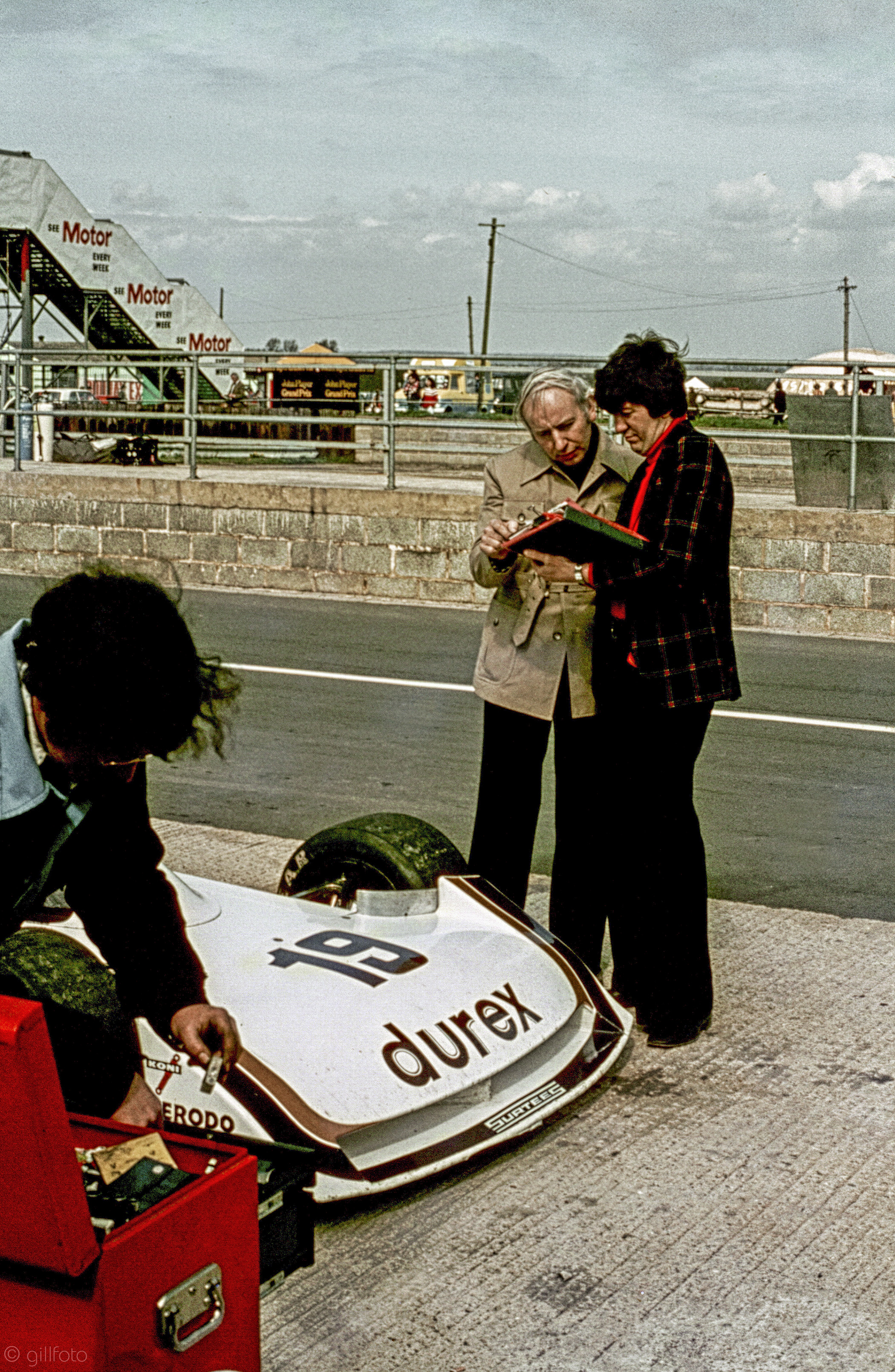
John Surtees, nella pitlane di un gran premio di Formula 1. La presenza, tra gli sponsor, di una marca di preservativi produsse polemiche.

La Surtees fu al centro di un caso quando, nel Gran Premio di Monaco 1975, appose sulla sua monoposto, degli adesivi con scritte a favore dell'integrazione comunitaria europea. La scuderia fu costretta a rimuoverle. La presenza di Dave Morgan nel GP di Gran Bretagna venne appoggiata dalla National Organs.
Nel 1976 l'ingaggio di Brett Lunger fu accompagnato dal supporto della Chesterfield, Rand Time Corporation, the Delaware Trust Company, e della Champion Spark Plugs Company. La vettura di Jones invece fu sponsorizzata alla marca di profilattici Durex. Tale abbinamento produsse però dei problemi al team: la emittente britannica BBC si rifiutò di trasmettere le gare, non valide per il campionato, che si svolgevano in primavera nel Regno Unito, proprio per non dover inquadrare lo sponsor, considerato sconveniente.
Per il 1977 la scuderia ottenne l'appoggio della Beta Utensili, tradizionale sponsor del pilota Vittorio Brambilla; l'altra vettura, inizialmente affidata all'austriaco Binder, fu invece supportata ancora dalla Durex. Il doppio abbinamento proseguì anche nella stagione successiva. Nel 1978 il team fu sponsorizzato anche dalla British Air Ferries.

## Numerazione
Col 1974 il Campionato mondiale di Formula 1 adottò la numerazione fissa delle monoposto. Al team, giunto nono nella classifica dei costruttori, toccarono i numeri 18 e 19 (mentre l'anno precedente il team utilizzò, con frequenza il 23 e il 24), che vennero mantenuti fino al 1978, ultima stagione nel campionato. Nel Gran Premio d'Austria 1974, la terza vettura, affidata a Dieter Quester utilizzò il numero 30.

## Risultati

### Formula 1
Risultati notevoli
- Esordio nel Campionato Mondiale: Gran Premio del Sudafrica 1970-John Surtees
- Esordio nel Campionato Mondiale, come costruttore: Gran Premio di Gran Bretagna 1970-John Surtees
- Ultima gara: Gran Premio del Canada 1978-René Arnoux
- Gran Premi disputati: 118
- Miglior risultato in gara: 2° Gran Premio d'Italia 1972-Mike Hailwood
- Podi: 2
  - 2º Gran Premio d'Italia 1972-Mike Hailwood
  - 3º Gran Premio d'Austria 1973-Carlos Pace
- Miglior risultato in prova: 2° Gran Premio del Sudafrica 1974-Carlos Pace
- Punti: 53 (media punti per GP: 0,45; media punti per stagione: 5,89)
- Miglior piazzamento nella classifica dei costruttori: 5° (1972)
- Miglior piazzamento di un proprio pilota nella classifica conduttori:: 5° Mike Hailwood (1972)
- Giri più veloci: 4
  - Gran Premio del Sudafrica 1970-John Surtees[21]
  - Gran Premio del Sudafrica 1972-Mike Hailwood
  - Gran Premio di Germania 1973-Carlos Pace
  - Gran Premio d'Austria 1973-Carlos Pace
- Giri in testa: 9
  - 5 giri Gran Premio d'Italia 1971-Mike Hailwood
  - 4 giri Gran Premio del Belgio 1977-Vittorio Brambilla
- Vittorie in gare non valide per il campionato: 2
  - International Gold Cup 1970-John Surtees[42]
  - International Gold Cup 1971-John Surtees[43]